# Лёвенкранс, Петер
Пе́тер Ро́сенкранс Лёвенкранс (дат. Peter Rosenkrands Løvenkrands; род. 29 января 1980[…], Хёрсхольм, Фредериксборг) — датский футболист, нападающий и крайний полузащитник. Участник чемпионата мира 2002 года.

## Карьера
Профессиональная карьера Петера началась в 1998 году, когда он, выступая за юношескую сборную страны, был замечен представителями клуба «АБ» из Копенгагена. Став главным открытием сезона 1998/99, Петер отыграл за эту команду ещё один сезон, а в 2000 году перешёл в шотландский «Рейнджерс». Шесть сезонов Лёвенкранс провёл в составе шотландского гранда. В 2006 году его хотели видеть в своих рядах несколько европейских клубов, включая итальянскую «Рому», но Петер выбрал «Шальке 04».
В сезоне 2008/09 он перестал попадать в состав (не провёл ни одной игры), и в январе 2009 по обоюдному согласию контракт был разорван. 23 января 2009 года подписал контракт с «Ньюкасл Юнайтед» до конца сезона. В июле 2009 года у Лёвенкранса закончился контракт, и он покинул «Ньюкасл», но вернулся в команду 1 сентября, подписав новый контракт на три года.

## Выступления в сборной
Дебютировал в сборной Дании 12 февраля 2002 года в матче с Саудовской Аравией. Всего за главную сборную страны сыграл 21 матч и забил 1 гол. За различные молодёжные сборные сыграл 21 матч, забил 12 голов.

## Достижения
- Лучший молодой футболист Дании: 1998
- Чемпион Шотландии: 2003, 2005
- Обладатель Кубка Шотландии: 2002, 2003
- Обладатель Суперкубка Шотландии: 2002, 2003

## Статистика

### Выступления за клубы
| Сезон   | Команда         | Матчи | Голы |
| ------- | --------------- | ----- | ---- |
| 1998/99 | АБ              | 18    | 2    |
| 1999/00 | АБ              | 14    | 5    |
| 2000/01 | Рейнджерс       | 8     | 0    |
| 2001/02 | Рейнджерс       | 19    | 2    |
| 2002/03 | Рейнджерс       | 27    | 9    |
| 2003/04 | Рейнджерс       | 24    | 9    |
| 2004/05 | Рейнджерс       | 17    | 3    |
| 2005/06 | Рейнджерс       | 33    | 14   |
| 2006/07 | Шальке 04       | 24    | 6    |
| 2007/08 | Шальке 04       | 20    | 0    |
| 2008/09 | Ньюкасл Юнайтед | 12    | 3    |
| 2009/10 | Ньюкасл Юнайтед | 29    | 13   |
| 2010/11 | Ньюкасл Юнайтед | 25    | 6    |

### Матчи Лёвенкранса за сборную Дании
| Матчи Лёвенкранса за сборную Дании | Матчи Лёвенкранса за сборную Дании | Матчи Лёвенкранса за сборную Дании | Матчи Лёвенкранса за сборную Дании | Матчи Лёвенкранса за сборную Дании | Матчи Лёвенкранса за сборную Дании |
| ---------------------------------- | ---------------------------------- | ---------------------------------- | ---------------------------------- | ---------------------------------- | ---------------------------------- |
| №                                  | Дата                               | Соперник                           | Счёт                               | Голы Лёвенкранса                   | Соревнование                       |
| 1                                  | 13 февраля 2002                    | Саудовская Аравия                  | 1:0                                | —                                  | Товарищеский матч                  |
| 2                                  | 27 марта 2002                      | Ирландия                           | 0:3                                | —                                  | Товарищеский матч                  |
| 3                                  | 17 апреля 2002                     | Израиль                            | 3:1                                | —                                  | Товарищеский матч                  |
| 4                                  | 17 мая 2002                        | Камерун                            | 2:1                                | —                                  | Товарищеский матч                  |
| 5                                  | 6 июня 2002                        | Сенегал                            | 1:1                                | —                                  | Чемпионат мира 2002                |
| 6                                  | 21 августа 2002                    | Шотландия                          | 1:0                                | —                                  | Товарищеский матч                  |
| 7                                  | 12 октября 2002                    | Люксембург                         | 2:0                                | —                                  | Чемпионат Европы 2004 (отбор)      |
| 8                                  | 29 марта 2003                      | Румыния                            | 5:2                                | —                                  | Чемпионат Европы 2004 (отбор)      |
| 9                                  | 16 ноября 2003                     | Англия                             | 3:2                                | —                                  | Товарищеский матч                  |
| 10                                 | 30 мая 2004                        | Эстония                            | 2:2                                | —                                  | Товарищеский матч                  |
| 11                                 | 5 июня 2004                        | Хорватия                           | 1:2                                | —                                  | Товарищеский матч                  |
| 12                                 | 27 июня 2004                       | Чехия                              | 0:3                                | —                                  | Чемпионат Европы 2004              |
| 13                                 | 17 ноября 2004                     | Грузия                             | 2:2                                | —                                  | Чемпионат мира 2006 (отбор)        |
| 14                                 | 1 марта 2006                       | Израиль                            | 2:0                                | —                                  | Товарищеский матч                  |
| 15                                 | 16 августа 2006                    | Польша                             | 2:0                                | —                                  | Товарищеский матч                  |
| 16                                 | 7 октября 2006                     | Северная Ирландия                  | 0:0                                | —                                  | Чемпионат Европы 2008 (отбор)      |
| 17                                 | 15 ноября 2006                     | Чехия                              | 1:1                                | 1                                  | Товарищеский матч                  |
| 18                                 | 22 августа 2007                    | Ирландия                           | 0:4                                | —                                  | Товарищеский матч                  |
| 19                                 | 8 сентября 2007                    | Швеция                             | 0:0                                | —                                  | Чемпионат Европы 2008 (отбор)      |
| 20                                 | 12 сентября 2007                   | Лихтенштейн                        | 4:0                                | —                                  | Чемпионат Европы 2008 (отбор)      |
| 21                                 | 10 сентября 2008                   | Португалия                         | 3:2                                | —                                  | Чемпионат мира 2010 (отбор)        |
| 22                                 | 8 октября 2010                     | Португалия                         | 1:3                                | —                                  | Чемпионат Европы 2012 (отбор)      |

Итого: 22 матча / 1 гол; 11 побед, 6 ничьих, 5 поражений.